# Grand Canyon
Grand Canyon är ett eroderat ökenlandskap i nordvästra Arizona, USA. Grand Canyons nationalpark (4 926,7 km² stor) är sedan 1979 med på Unescos lista över världsarv. Coloradofloden har grävt sig ned i berggrunden under lång tid och bildat en av världens största kanjoner. Den är cirka 446 kilometer lång, 0,4–24 kilometer bred och upp till 1,6 kilometer djup. Grand Canyon kallas världens största och äldsta historiebok, eftersom den innehåller så många olika gamla bergarter. Det övre lagret består av den yngsta bergarten, som är en kalksten och som är 250 miljoner år gammal. Under kalkstenslagret finns fler äldre bergarter. I klipporna kan man hitta många fossiler.

## Geografi

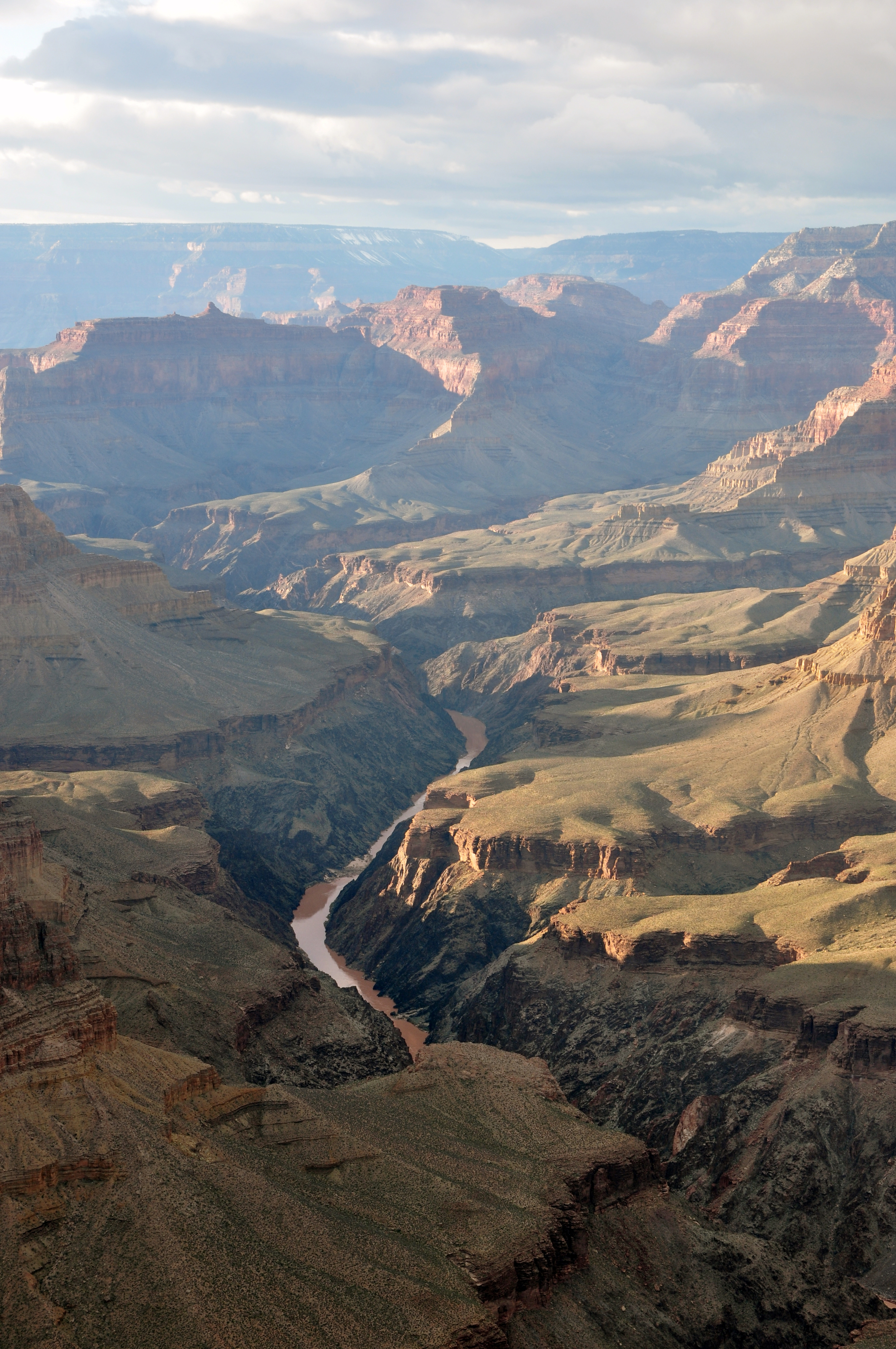
Utsikt från Mohave Point över Coloradofloden

Grand Canyon är en erosionsdal genom Coloradoplatån och exponerar lagerföljder från proterozoikum och paleozoikum. Grand Canyon finns upptagen på flera listor över världens sju naturliga underverk, även om ingen av dem är officiell. De exponerade skikten syns gradvis mer och mer nedtröms Lee's Ferry och mot Hance Rapid. Där floden korsar Grand Wash-fallen (nära Lake Mead), slutar Grand Canyon.
Landhöjning kombinerad med plattektonik skapade sediment som senare höjdes flera hundratals meter och skapade Coloradoplatån. Platåns höga höjd har resulterat i att en större mängd nederbörd samlas  i Coloradofloden, men nederbörden är inte tillräcklig för att förhindra att Grand Canyon är ett halvtorrt område. Jordskred och andra massrörelser har bidragit till erosion och flodavlänkning som alla brukar öka både djup och bredd hos kanjoner i torra miljöer.
Höjningen av Coloradoplatån är ojämn, vilket resulterat i att den norra sidan av Grand Canyon är mer än 300 meter högre än den södra. Att Coloradofloden rinner närmare den södra sidan förklaras också av den asymmetriska höjningen. Nästan all avrinning från platån bakom den norra sidan (som också har en större nederbörd i form av snö och regn) rinner mot Grand Canyon, medan mycket av avrinningen på den södra sidan rinner iväg från kanjonen. Resultatet är en mycket kraftigare erosion och därmed en snabbare breddning av kanjonen och dess bikanjoner norr om Coloradofloden.
Temperaturer på den norra sidan är generellt lägre än på den södra sidan på grund av den högre höjden (2 438 meter över havet). Kraftiga snöfall är vanliga under vintermånaderna. Utsikt från den norra sidan brukar ge ett bättre intryck av vidden av kanjonen än utsikten från den södra sidan.

## Geologi

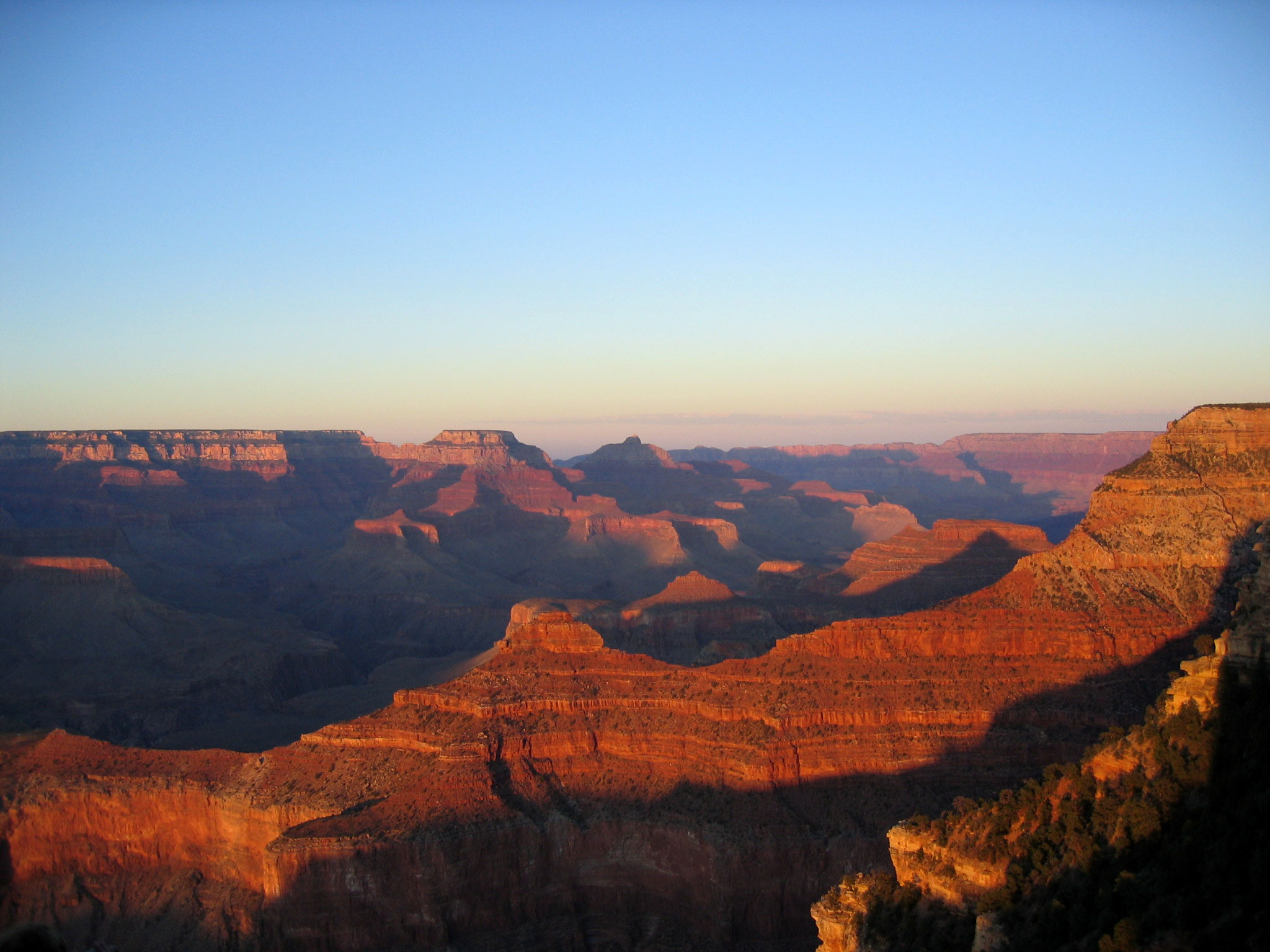
Grand Canyon.

Exakt hur kanjonen bildades är omstritt och man har inte kunnat specificera dess exakta ålder eller identifiera de specifika processer som bildade den. 
Grand Canyons lagerföljd avsattes under en tidsperiod för mellan 2 miljarder år och 230 miljoner år sedan. Den äldsta formationen är Vishnu Schist och ligger underst i packen av bergartsformationer medan de yngsta bergarterna tillhör Kaibabkalkstenen och finns högst upp. Många av bergarterna avsattes i varma grunda sjöar, nära kustmiljöer (som stränder), och träsk medan kusterna avancerade och drog sig tillbaka över Nordamerika. Undantag från detta är den permiska Coconinosandstenen vilken avsattes som sanddyner i öknen samt flera delar av Supaigruppen.
I samband med att Coloradoplatån bildades för cirka 65 miljoner år sedan utvecklades det förutsättningar för bildningen av Grand Canyon. Man beräknar att platån har höjts med 1500 till 3000 meter. Höjningen har gjort att lutningen/fallhöjden hos Coloradofloden har ökat vilket i sin tur har ökat hastigheten och därmed dess större förmåga att erodera sten.
Coloradoflodsdammen (av vilken Grand Canyon är en del) har utvecklats under de senaste 40 miljoner åren och Grand Canyon själv är förmodligen yngre än 5-6 miljoner år (med den största urholkningen under de senaste 2 miljoner åren).
Våtare förhållanden under istiderna ökade också mängden vatten i Coloradoflodens tillrinningssystem vilket också ledde till att erosionen ökade i hastighet.
Grundnivån hos Coloradofloden förändrades för 5,3 miljoner år sedan när Californiaviken öppnade och sänkte flodens lägsta punkt. Detta resulterade i ökad erosionshastighet och urholkade nästan hela kanjonens nuvarande djup för 1,2 miljoner år sedan.
För 1 miljon år sedan avsatte vulkanisk aktivitet aska och lava över området vilket under perioder helt blockerade Coloradofloden. Dessa vulkaniska bergarter är de yngsta i kanjonen.

## Historia

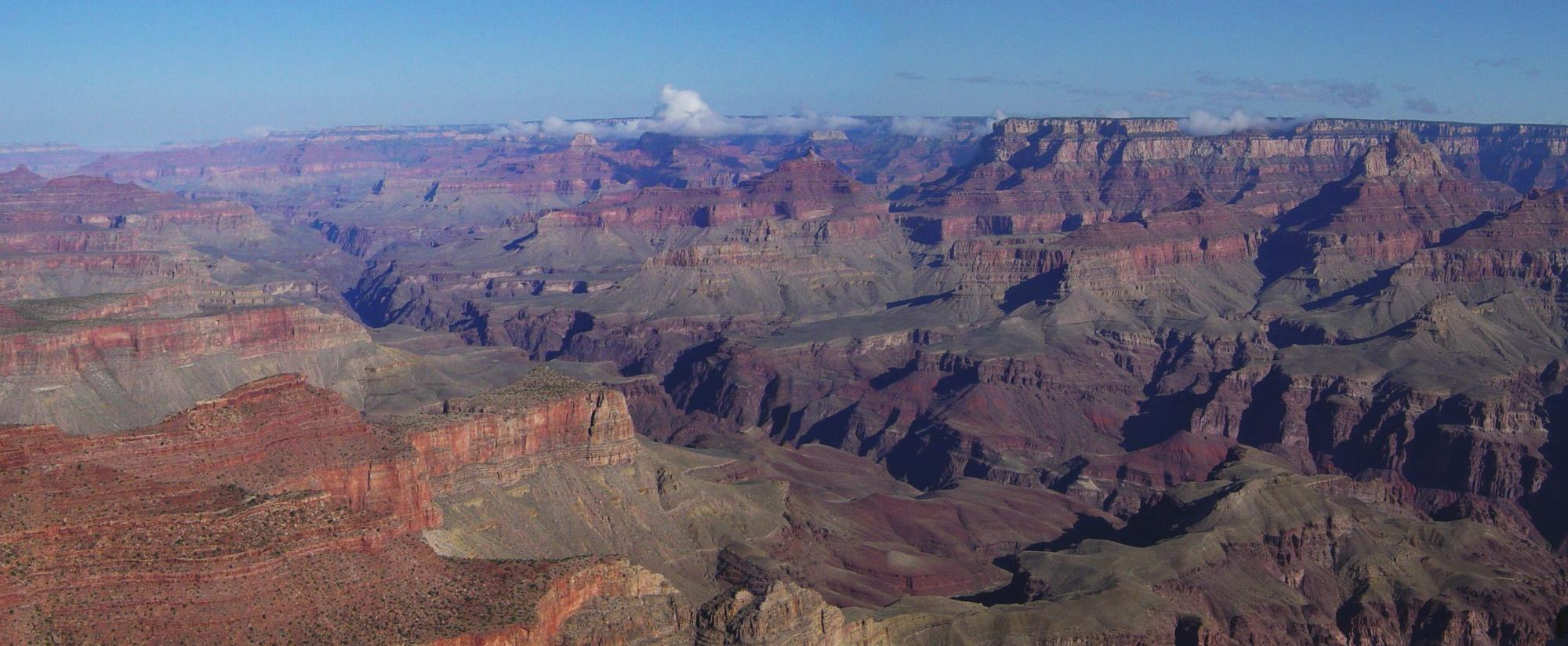
Grand Canyon från Moran Point

Grand Canyons bosättarhistoria sträcker sig 10 500 år tillbaka i tiden, dit de första bevisen för att människor bosatt sig där Grand Canyon sträcker sig. Människor har bott i området i åtminstone 4 000 av de åren. Några tidiga bosättare var anasazistammen, som genom åren blev mindre och mindre nomadisk och mer beroende av jordbruk. Cohoninakulturen levde även i området. Anledningen till att dessa flyttade vidare var förmodligen torka under sena 1200-talet. Även andra indianfolk har funnits i området, för att senare bli förflyttade till indianreservat av USA:s regering.
Under conquistadoren Francisco Vasquez de Coronado order ledde kapten Garcia Lopez de Cardenas i september 1540 en grupp spanska soldater tillsammans med hopiguider till Grand Canyon, i hopp att finna en av de sju mytomspunna städerna av guld. De hittade dock inte vad de sökte och lämnade området. Över 200 år senare blev två spanska präster den andra gruppen icke-amerikaner att besöka platsen. 1869 ledde geologen John Wesley Powell en expedition genom kanjonen nedför Coloradofloden. Denna expedition tillsammans med senare geologiska studier gjorde att Grand Canyons geologi kunde beskrivas. Under sena 1800-talet åtnjöt området ytterligare intresse, tack vare att det sades vara fullt av koppar och asbest. De första bosättarna i modern tid anlände under 1880-talet.
Tidiga bosättare upptäckte snart att turism skulle vara mer lönsamt än gruvdrift, och runt 1900 var Grand Canyon ett välkänt turistmål. De flesta besökare reste från närliggande byar med diligens. År 1901 öppnade Grand Canyon Railway från Williams till South Rim och utvecklingen av turistfaciliteter ökade kraftigt. År 1893 fick Grand Canyon status som skogsreservat. Grand Canyon förklarades i januari 1908 som amerikanskt nationalmonument, och blev nationalpark 1919. I dag får Grand Canyon omkring fem miljoner besökare varje år, att jämföra med 44 173 år 1919.